# Anillo de Kayser-Fleischer
El anillo de Kayser-Fleischer es una franja oscura de color dorado-verdoso que está situada en la periferia de la córnea, en el punto en donde esta se une con la esclerótica. Su presencia indica la posible existencia de la enfermedad de Wilson en el sujeto afectado.

## Etiología
Se debe a la acumulación de cobre en la membrana de Descemet, una capa de la córnea, como consecuencia de la enfermedad de Wilson o degeneración hepatolenticular. Fue descrito por primera vez en 1902 y 1903 por los médicos alemanes Bernhard Kayser y Bruno Fleischer a los que debe su nombre. Inicialmente se creyó que era debido a depósitos de plata. En 1932 se descubrió que el elemento que se deposita es el cobre.

## Cuadro clínico
El anillo de Kayser-Fleischer no causa ningún síntoma y puede detectarse de forma accidental durante una exploración oftalmológica u óptica.

## Diagnóstico
Es visible a simple vista, aunque puede ser necesario utilizar un dispositivo óptico que se llama lámpara de hendidura para detectar su presencia. La ausencia de este anillo no excluye el diagnóstico de enfermedad de Wilson.

### Diagnóstico diferencial
El anillo de Kayser-Fleischer no es exclusivo de la enfermedad de Wilson, también puede presentarse en la cirrosis biliar primaria y en la hepatitis crónica activa con cirrosis.